# یاکوانکوئر
یاکوانکوئر (انگلیسی: Yacuanquer) نام شهری در کشور کلمبیا است.